# Blekinge (condado)
Nota linguística: Não confundir grevskap (território governado por um conde) com län (divisão administrativa da Suécia).
O  Condado de Blekinge (em sueco: Blekinge län;  ouça a pronúncia) ou raramente Condado de Blecíngia (latinizado: Blecingiae Comitatus) é um dos 21 condados em que a Suécia está atualmente dividida.

Está situado no sudeste da Suécia.                                                                                    
Coincide geograficamente com a província histórica de  Blekinge.
Ocupa 0,7% da área total do país, e tem uma população de 157 640 habitantes (2024).                                                                                                               A sua sede administrativa (residensstad) está na cidade de Karlskrona.                                                                               

## História
Depois da incorporação da Escânia e de Blekinge na Suécia, em 1658, o condado de Blekinge foi formalmente criado em 1683.

### Condado atual e província histórica
Tem a mesma extensão que a própria província histórica de  Blekinge.

A Gotalândia (Götaland)
A Província histórica de Blekinge
O Condado de Blekinge

## Geografia
É o condado mais pequeno do país. Está limitado a norte pelos condados de Kronoberg e Kalmar, a oeste pelo condado da Escânia, e a sul e leste pelo mar Báltico. 

É um dos condados com maior densidade populacional. A maior parte dos seus habitantes está concentrada nas cidades de Karlskrona, Karlshamn, Ronneby, Olofström och Sölvesborg. 

### Comunas
O condado de Blekinge está dividido em 5 comunas (kommuner).

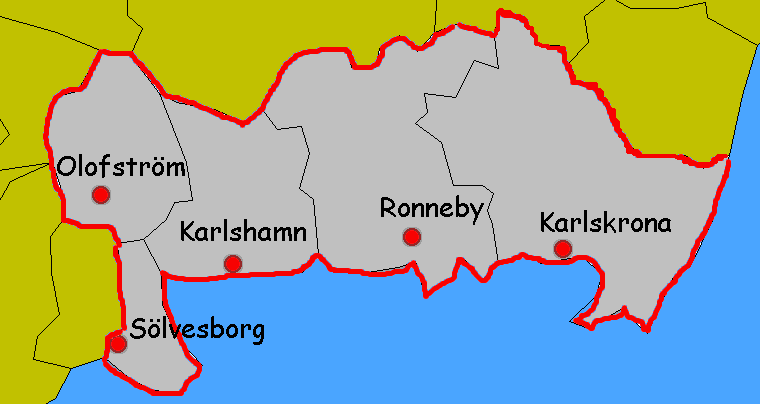

| \| \| Comuna \| População (2022) \| \| \| ---------- \| ---------------- \| \| \| Karlskrona \| 66 682 \| \| \| Karlshamn \| 32 216 \| \| \| Ronneby \| 29 169 \| \| \| Sölvesborg \| 17 514 \| \| \| Olofström \| 13 159 \| |            |                  |
| |            |                  |
| | Comuna     | População (2022) |
| Kungälv | Karlskrona | 66 682           |
| Kungälv | Karlshamn  | 32 216           |
| Kungälv | Ronneby    | 29 169           |
| Kungälv | Sölvesborg | 17 514           |
| Kungälv | Olofström  | 13 159           |

### Cidades e localidades principais
Os maiores centros urbanos do condado eram em 2020:

| - Karlskrona (36 904) - Karlshamn (20 228) - Ronneby (12 803) - Sölvesborg (8 832) - Olofström (7 777) - Kallinge (4 841) - Mörrum (4 003) - Rödeby (3 517) - Nättraby (3 319) - Jämjö (2 675) |

### Comunicações
- Estrada europeia 22

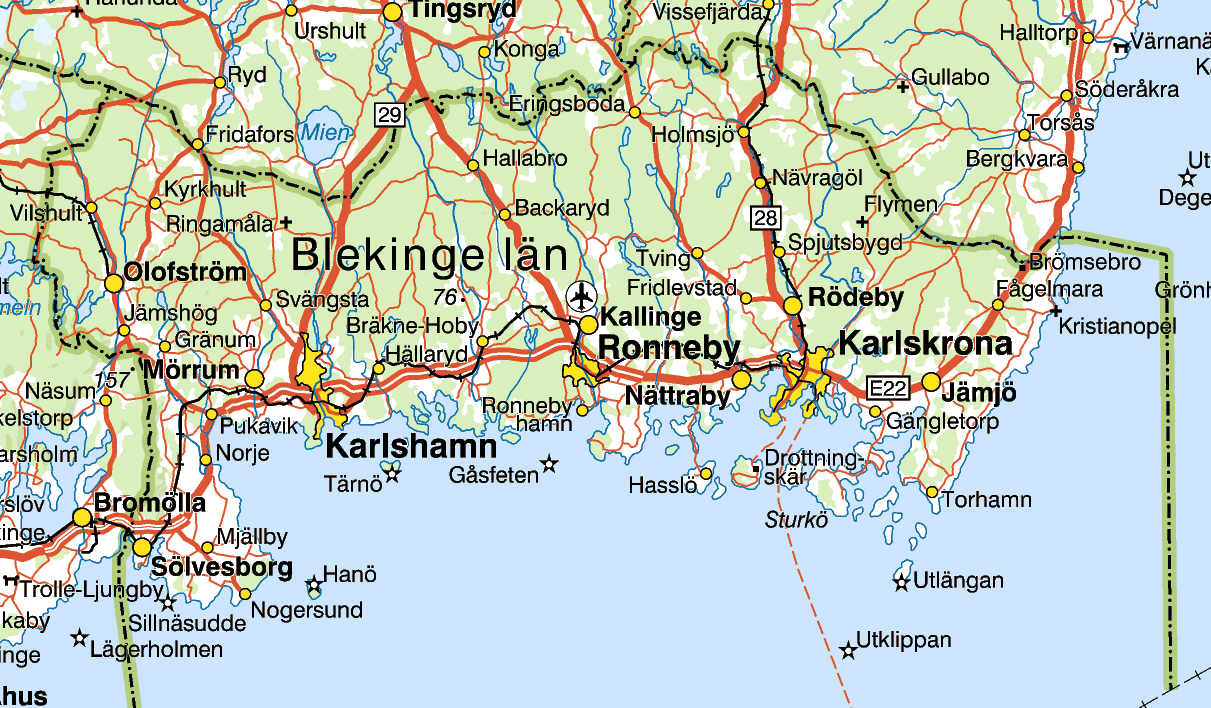

- Linha ferroviária Karlskrona–Malmö
- Linha ferroviária Karlskrona–Gotemburgo/Estocolmo
- Aeroporto de Ronneby, em Kallinge, a 8 km da cidade de Ronneby, com ligações diárias para Estocolmo e Copenhaga
- Ligação marítima com Gdynia na Polónia
- Porto de mercadorias em Karlshamn

### Educação

#### Ensino superior
- Escola Superior Técnica de Blekinge (Blekinge Tekniska Högskola; Karlskrona)

## Política e administração regional

### Órgão administrativo regional
Como subdivisão regional, o condado é chefiado por um governador (landshövding), nomeado pelo governo, e tem a missão de executar as tarefas administrativas do estado nesse mesmo condado, contando para tal com o ”Conselho Administrativo do Condado de Blekinge” (Länsstyrelsen Blekinge). 

### O condado e a região
No mesmo território do condado de Blekinge (län), opera a região Blekinge (region). Enquanto que o condado é um órgão administrativo – cujo governador é nomeado pelo estado, a região é um órgão político - eleita pelos cidadãos, e responsável pela gestão local da saúde, transportes, cultura, etc…

### O condado na União Europeia
No âmbito da União Europeia, o Condado de Blekinge é uma unidade estatística do tipo (Nuts 3).